# Al-Àfdal ibn Badr al-Jamalí
Al-Àfdal Abu-l-Qàssim Xahanxah ibn Badr al-Jamalí (àrab: الأفضل أبو القاسم شاهنشاه بن بدر الجمالي, al-Afḍal Abū l-Qāsim Xāhanxāh b. Badr al-Jamālī), més conegut com a al-Àfdal ibn Badr al-Jamalí o al-Àfdal Xahanxah (Acre, 1066 - el Caire, 1121), fou un visir fatimita. Fou anomenat pels croats com Lavendalius o Elafdalio.
Era fill del mameluc armeni Badr al-Jamalí que el 1074 havia estat nomenat visir i el 1089 el va associar al poder (que el pare va exercir fins a la seva mort el 1094). El 1094, en morir Badr, l'exèrcit va obligar el califa al-Mústansir (1035–1094) a acceptar al fill com a visir; el califa, que ja era vell, va morir al cap de pocs mesos de fer el nomenament. El va succeir al-Mustalí (1094–1101) el més jove dels fill del califa difunt, imposat pel visir contra el pretendent Nizar, que va fugir a Alexandria on va intentar reclutar un exèrcit; però fou capturat i empresonat. Va córrer el rumor que s'havia escapat i havia estat reconegut per Hàssan; els ismaïlites egipcis es van anomenar nizarites.

## Primera Croada
En aquests anys va sufocar, amb suport seljúcida, la revolta del governador de Tir (1097) i va fer reparacions a algunes fortaleses com Sidó (1098); uns oficials ortúquides de l'atabeg Ilgazi que s'havien instal·lat a Jerusalem, en foren immediatament expulsats. Davant els croats es van perdre moltes posicions sense combat. Les tropes que es van retirar de Jerusalem quan aquesta va caure en mans dels croats el 15 de juliol de 1099, es van establir a Ascaló, esperant reforços, i aprofitant aquesta espera els francs dirigits per Jofré de Bouillon els van atacar i van massacrar l'exèrcit egipci a l'anomenada batalla d'Ascaló (12 d'agost de 1099). Al-Àfdal que era al capdavant de les tropes, va retornar al Caire immediatament.
El 1101 va morir el jove califa que havia restat 9 anys a palau com un virtual presoner; alguns historiadors sospiten que potser fou enverinat pels nizarians. Llavors al-Àfdal va proclamar califa a un fill d'al-Mustalí, un infant de cinc anys anomenat al-Àmir (1101–1130). El 1101 els croats van ocupar gran part de Palestina. Els contraatacs d'Àfdal foren constants però dèbils. El 1103 es va perdre Acre, el governador de la qual es va haver de rendir al no haver rebut socors. El 1105 al-Àfdal estava aliat als búrides de Damasc i un dels seus fill va aconseguir recuperar Ramla però els croats els van derrotar davant aquesta ciutat. El 1108 els croats van incendiar la vila de Farama, episodi famós per la mort accidental del rei Balduí I de Jerusalem. Trípoli va oferir gran resistència i al-Àfdal va enviar a la zona una flota que va arribar tard, ja que la ciutat va caure en mans dels croats el 1109. El 1110 el governador d'Ascaló, Xams-al-Khilafa, es va revoltar contra al-Àfdal, amb la idea de vendre la fortalesa als croats a un bon preu, però fou assassinat per les seves pròpies tropes amazigues, que van enviar el cap del rebel a al-Àfdal.
En política interior va introduir una reforma de les taxes o iqta al país, que va subsistir fins al temps de Saladí. Va rebre els làqabs de Jalal-al-Islam ("Glòria de l'islam") i Nàssir-ad-Din ("Protector de la Fe"). Ibn al-Qalanissí el descriu com a creient en la seva doctrina sunnita, recte en la seva conducta, amant de la justícia per soldats i civils, assenyat, ambiciós i decidit, amb molt de tacte, fàcil comprensió, naturalesa generosa, i intuïtiu.
Amb el jove califa de moment tot va anar bé, i després de la conquesta croada el país va gaudir de pau, però quan el califa es va fer gran li va començar a desagradar la tutela que sobre la seva persona i sobre el califat exercia al-Àfdal. Va contractar a uns assassins a sou que van assassinar al visir el 1121; es va donar la culpa als nizarites. Encara que el califa va prendre el poder, a la seva mort (1130) l'exèrcit va imposar com a successor al fill al-Àfdal Abu Ali Ahmad conegut com al-Àfdal Kutayfat.

## Nota
1. ↑  l'afer successori havia estat agitat; un missioner ismaïlita de Pèrsia, Hasan-i Sabbah, havia vingut feia pocs anys a Egipte i donava suport a un dels fills Nizar.
2. ↑  després fundador de la secta coneguda com els "assassins".
3. ↑  (anglès) Kenneth Meyer Setton i Marshall W. Baldwin, A History of the Crusades: The First Hundred Years